# Anemplocia formosa
Anemplocia formosa là một loài bướm đêm trong họ Geometridae.